# 洛沃什
洛沃什（匈牙利語：Lovas），是匈牙利维斯普雷姆州所辖的一个村，总面积5.94平方公里，总人口440，人口密度74.1人/平方公里（2010年1月1日）。